# Vöröshasú szirticsuk
A vöröshasú szirticsuk (Thamnolaea cinnamomeiventris)  a madarak osztályának verébalakúak (Passeriformes) rendjébe és a légykapófélék (Muscicapidae) családjába tartozó faj.

## Rendszerezése
A fajt Frédéric de Lafresnaye francia ornitológus írta le 1836-ban, a Turdus nembe Turdus cinnamomeiventris néven.

## Alfajai
- Thamnolaea cinnamomeiventris albiscapulata (Rüppell, 1837)
- Thamnolaea cinnamomeiventris autochthones Clancey, 1952
- Thamnolaea cinnamomeiventris cinnamomeiventris (Lafresnaye, 1836)
- Thamnolaea cinnamomeiventris kordofanensis Wettstein, 1916
- Thamnolaea cinnamomeiventris odica Clancey, 1962
- Thamnolaea cinnamomeiventris subrufipennis Reichenow, 1887[2]

## Előfordulása
Afrikában a Szahara alatti részén, Benin, Botswana, Burkina Faso, Burundi, Csád, a Dél-afrikai Köztársaság, Dél-Szudán, Elefántcsontpart, Eritrea, Etiópia, Ghána, Guinea, Kamerun, Kenya, a Kongói Demokratikus Köztársaság, a Közép-afrikai Köztársaság, Lesotho, Malawi, Mali, Mauritánia, Mozambik, Nigéria, Ruanda, Szenegál, Szudán, Szváziföld, Tanzánia, Togo, Uganda, Zambia és Zimbabwe területén honos.
Természetes élőhelyei a szubtrópusi vagy trópusi száraz szavannák, sziklás környezetben. Állandó, nem vonuló faj.

## Megjelenése
Testhossza 21 centiméter, testtömege 41-51 gramm.
|  |  |

## Életmódja
Rovarokkal, repülő hangyákkal, pókokkal, fügével és nektárral táplálkozik.

## Természetvédelmi helyzete
Az elterjedési területe rendkívül nagy, egyedszáma pedig stabil. A Természetvédelmi Világszövetség Vörös listáján nem fenyegetett fajként szerepel.